# NGC 6788
NGC 6788 is een spiraalvormig sterrenstelsel in het sterrenbeeld Telescoop. Het hemelobject werd op 9 juli 1834 ontdekt door de Britse astronoom John Herschel.

## Synoniemen
- ESO 184-67
- AM 1922-550
- IRAS 19227-5503
- PGC 63214